# 池田研池
池田 研池（いけだ けんち、生年未詳 - 1937年以降）は、尾崎紅葉らの硯友社同人。工学士。本名賢太郎。別号・瓢亭木栗子（ひょうていぼくりつし）、氷山。瓢亭木栗子は『瓢箪ぼっくりこ』のもじりか。『ぼっくりこ』は中が空洞のものを打ったときの音を表す語。

## 経歴
生年月日不明。学生時代はボート選手だった。
明治18年（1885年）5月尾崎紅葉が『我楽多文庫』筆写回覧本第一集から連載した初期の滑稽紀行文『江嶋土産滑稽貝屏風』によると明治17年（1884年）7月に石橋思案、紅葉、研池で江ノ島へ旅行した。
明治19年（1886年）11月『我楽多文庫』活版非売本発行時同人の六人のうちの一人。
後、陸軍省勅任技師となり、明治43年（1910年）には香港、安南（ベトナム）、シンガポールへ派遣されている。
昭和5年（1930年）から朝鮮建築会二代目会長。昭和12年（1937年）11月時点では存命だった。

## 作品
研池の作品は非売本第九集（明治19年）と公売本第一号（明治21年）に狂句二句と落語一席のみ。